# C/1994 J2 Takamizawa
C/1994 J2 (Takamizawa) è una cometa non periodica scoperta il 6 maggio 1994, dopo nemmeno tre settimane sono state trovate immagini di prescoperta risalenti al 20 marzo 1994.